# 横芝駅
横芝駅（よこしばえき）は、千葉県山武郡横芝光町横芝にある、東日本旅客鉄道（JR東日本）総武本線の駅である。

## 歴史
総武本線開通当初は松尾駅は開設されておらず、銚子方面へは成東駅の次が当駅であった。開業当初は蒸気機関車の給水駅としての役割も担い、停車時間も長く設定されていた。

### 年表
- 1897年（明治30年）6月1日：総武鉄道成東駅 - 銚子駅間開通時に開設[1]。
- 1907年（明治40年）9月1日：総武鉄道が国有化され、帝国鉄道庁の駅となる[1]。
- 1909年（明治42年）10月12日：線路名称制定により総武本線の駅となる。
- 1973年（昭和48年）7月1日：貨物取扱廃止[1]。
- 1974年（昭和49年）10月26日：佐倉駅 - 銚子駅間電化[1]。
- 1987年（昭和62年）4月1日：国鉄分割民営化に伴い、東日本旅客鉄道（JR東日本）の駅となる[3]。
- 2005年（平成17年）：業務委託駅化[1]。
- 2006年（平成18年）3月：みどりの窓口が廃止され、「もしもし券売機Kaeruくん」を設置[4]。
- 2009年（平成21年）3月14日：ICカード「Suica」の利用が可能となる[5]。東京近郊区間に組込まれる[5]。
- 2010年（平成22年）：2014年（平成26年）にかけて社会資本整備総合交付金を活用し、南口駅前広場の機能改善及び駅南口周辺地区の防災・防犯機能向上による安全・安心な都市サービス拠点形成のために、都市再生整備計画事業を実施[6]。
- 2012年（平成24年）
  - 3月8日：「もしもし券売機Kaeruくん」を稼働停止。
  - 3月9日：指定席券売機の稼働開始。
- 2016年（平成28年）2月15日：指定席券売機営業終了。
- 2022年（令和4年）9月29日：跨線橋におけるエレベーターの供用開始[7]。

## 駅構造
駅舎に接して単式ホーム1面1線、北側に島式ホーム1面2線と、合計2面3線を有する地上駅である。ホームは嵩上げされていない。線路はほぼ南西から北東に走り、駅舎は線路の南東側に設けられている。当駅は側線を1本有している。これは駅舎側の単式ホームが松尾方で切り欠かれ、ここに1番線の線路から分岐した側線が入っているものである。2つのホームは駅舎飯倉方にある屋根無し跨線橋で結ばれており、島式ホーム中程に待合所が設置されている。跨線橋にはエレベーターが併設されバリアフリー化されている。
駅舎は1998年（平成10年）に屋根の葺き替えや壁面の塗装等が行われ改装されてはいるが、1897年（明治30年）6月1日の総武鉄道本所 - 銚子間全通時の建物が今も使われており、木造平屋建で入母屋造の屋根が特徴である（2024年現在千葉県内最古の駅舎）。内部には待合所や多機能券売機などがあり、簡易Suica改札機が設置されている。
2005年（平成17年）に業務委託駅になり、成田統括センター（成東駅）が管理、JR東日本ステーションサービスが受託している。有人の出札窓口（みどりの窓口）は2006年（平成18年）に閉鎖され、代わって「もしもし券売機Kaeruくん」が設置されたが、2012年（平成24年）3月8日限りで廃止され、翌3月9日の初電時刻からは指定席券売機に置き換えられた。しかし、2016年（平成28年）2月15日限りで指定席券売機営業も終了した。ただし、当駅に停車する特急しおさいの専用特急券（座席未指定）を発売する予定である。
かつては改札外に売店が設置されていたが、2000年代初頭に閉鎖され、現在は自動販売機（飲料水、菓子類、新聞）のみが設置されている。また、かつては駅構内からもトイレを利用できたのだが、2024年6月現在では駅構内からのルートは壁が塗り固められており入れなくなってしまっているため、当駅を利用する際には注意が必要である。

### のりば
駅舎（南東に位置する）側を1番線として、以下のようになる。
| 番線 | 路線      | 方向 | 行先           | 備考                |
| ---- | --------- | ---- | -------------- | ------------------- |
| 1・3 | ■総武本線 | 上り | 成東・千葉方面 | 3番線は始発のみ使用 |
| 2・3 | ■総武本線 | 下り | 旭・銚子方面   |                     |

（出典：JR東日本:駅構内図）
- 3番線は銚子方面からの到着も可能であるが、定期ダイヤでは上り列車の待避は行われない。
- 当駅3番線は非常時に折返し列車が使用することがある。
- かつて当駅止まりの列車は翌朝まで3番線に留置されていたが、現在は成東駅に回送されている。2002年1月時点では朝に成東発当駅止まりがあり折り返し当駅始発になっていた。[12]
- 1・2番線は11両編成まで、3番線は6両編成まで対応する[1]。

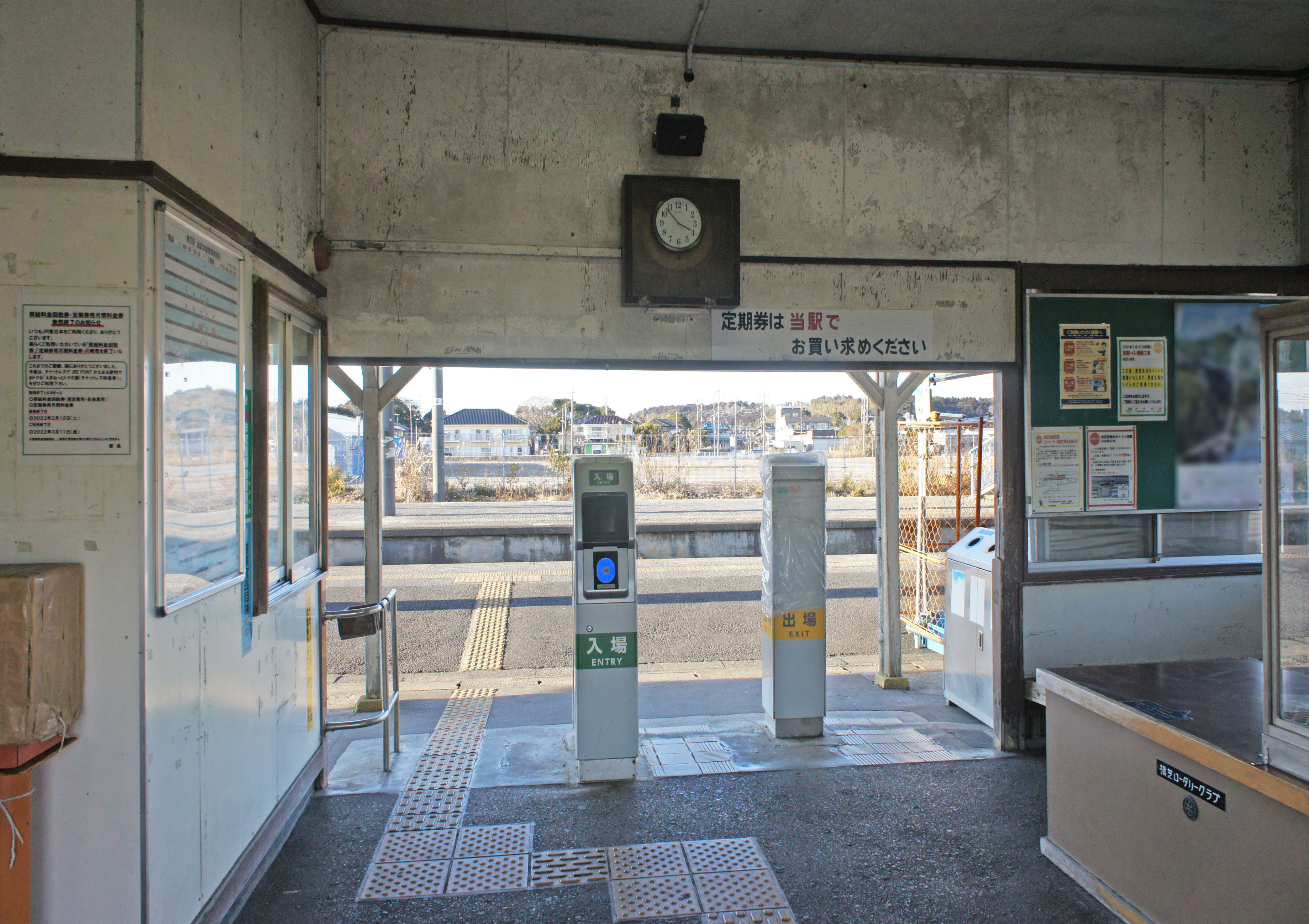
改札口（2022年2月）
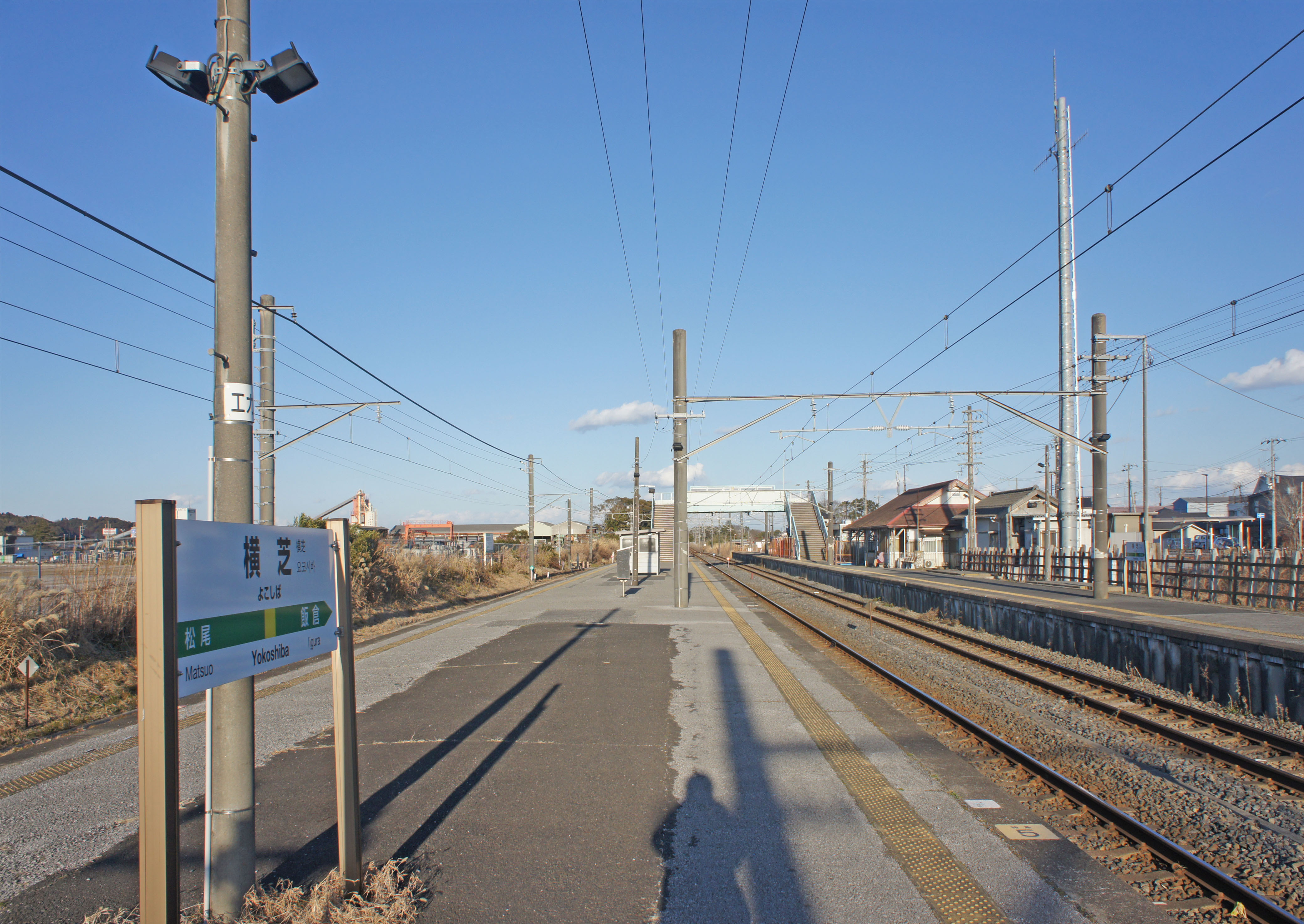
ホーム（2022年2月）
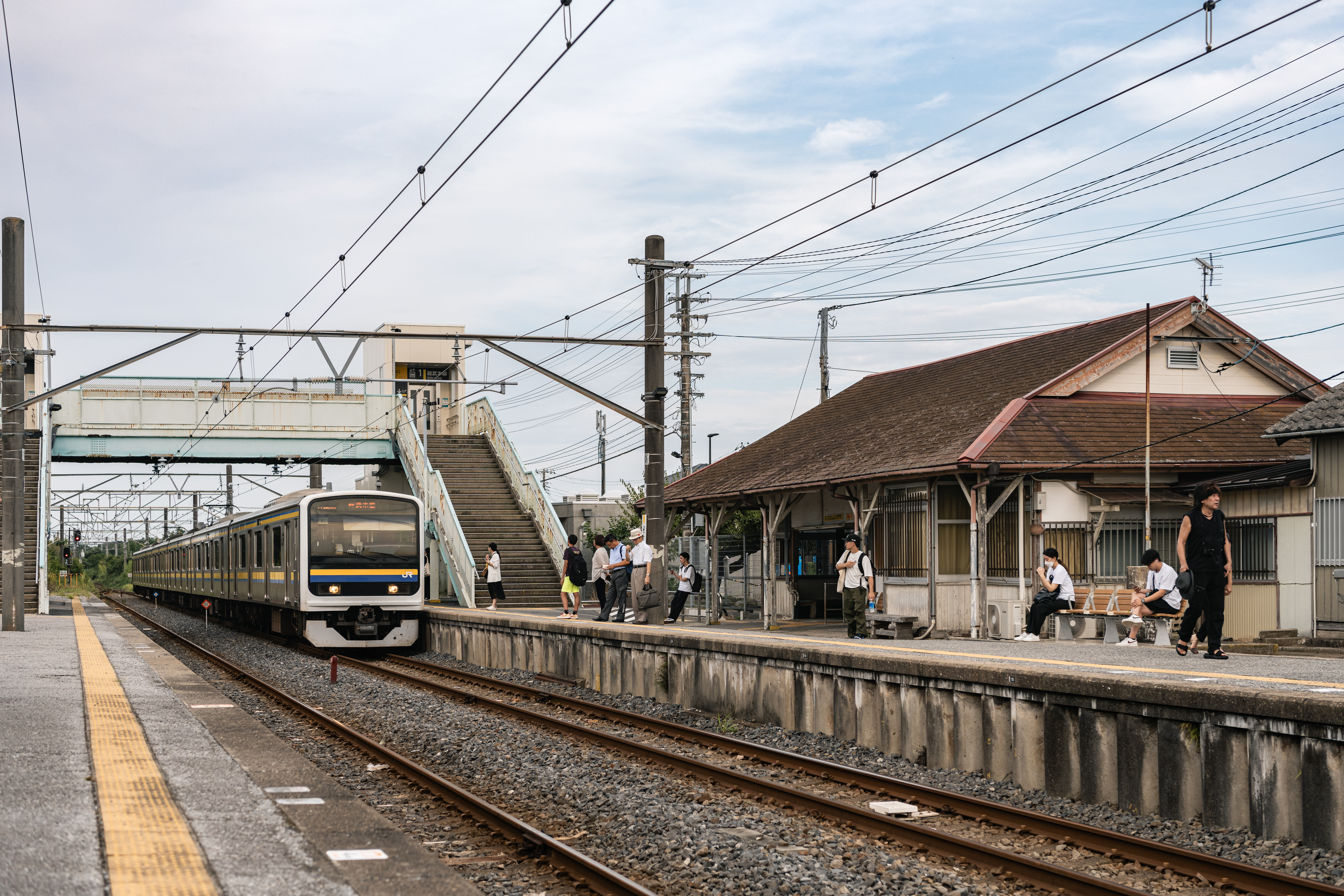
1番線に入線する普通列車 (2024年9月)

## 利用状況
2023年（令和5年）度の1日平均乗車人員は1,147人である。
JR東日本および千葉県統計年鑑によると、近年の1日平均乗車人員の推移は以下の通り。
| 年度               | 1日平均 乗車人員 | 出典     |
| ------------------ | ---------------- | -------- |
| 1990年（平成02年） | 2,269            | [ * 1 ]  |
| 1991年（平成03年） | 2,261            | [ * 2 ]  |
| 1992年（平成04年） | 2,344            | [ * 3 ]  |
| 1993年（平成05年） | 2,326            | [ * 4 ]  |
| 1994年（平成06年） | 2,329            | [ * 5 ]  |
| 1995年（平成07年） | 2,274            | [ * 6 ]  |
| 1996年（平成08年） | 2,264            | [ * 7 ]  |
| 1997年（平成09年） | 2,157            | [ * 8 ]  |
| 1998年（平成10年） | 2,096            | [ * 9 ]  |
| 1999年（平成11年） | 2,103            | [ * 10 ] |
| 2000年（平成12年） | 1,987            | [ * 11 ] |
| 2001年（平成13年） | 1,921            | [ * 12 ] |
| 2002年（平成14年） | 1,837            | [ * 13 ] |
| 2003年（平成15年） | 1,774            | [ * 14 ] |
| 2004年（平成16年） | 1,701            | [ * 15 ] |
| 2005年（平成17年） | 1,601            | [ * 16 ] |
| 2006年（平成18年） | 1,567            | [ * 17 ] |
| 2007年（平成19年） | 1,505            | [ * 18 ] |
| 2008年（平成20年） | 1,489            | [ * 19 ] |
| 2009年（平成21年） | 1,469            | [ * 20 ] |
| 2010年（平成22年） | 1,436            | [ * 21 ] |
| 2011年（平成23年） | 1,408            | [ * 22 ] |
| 2012年（平成24年） | 1,418            | [ * 23 ] |
| 2013年（平成25年） | 1,421            | [ * 24 ] |
| 2014年（平成26年） | 1,382            | [ * 25 ] |
| 2015年（平成27年） | 1,420            | [ * 26 ] |
| 2016年（平成28年） | 1,410            | [ * 27 ] |
| 2017年（平成29年） | 1,406            | [ * 28 ] |
| 2018年（平成30年） | 1,391            | [ * 29 ] |
| 2019年（令和元年） | 1,358            | [ * 30 ] |
| 2020年（令和02年） | 950              |          |
| 2021年（令和03年） | 1,039            |          |
| 2022年（令和04年） | 1,118            |          |
| 2023年（令和05年） | 1,147            |          |

## 駅周辺

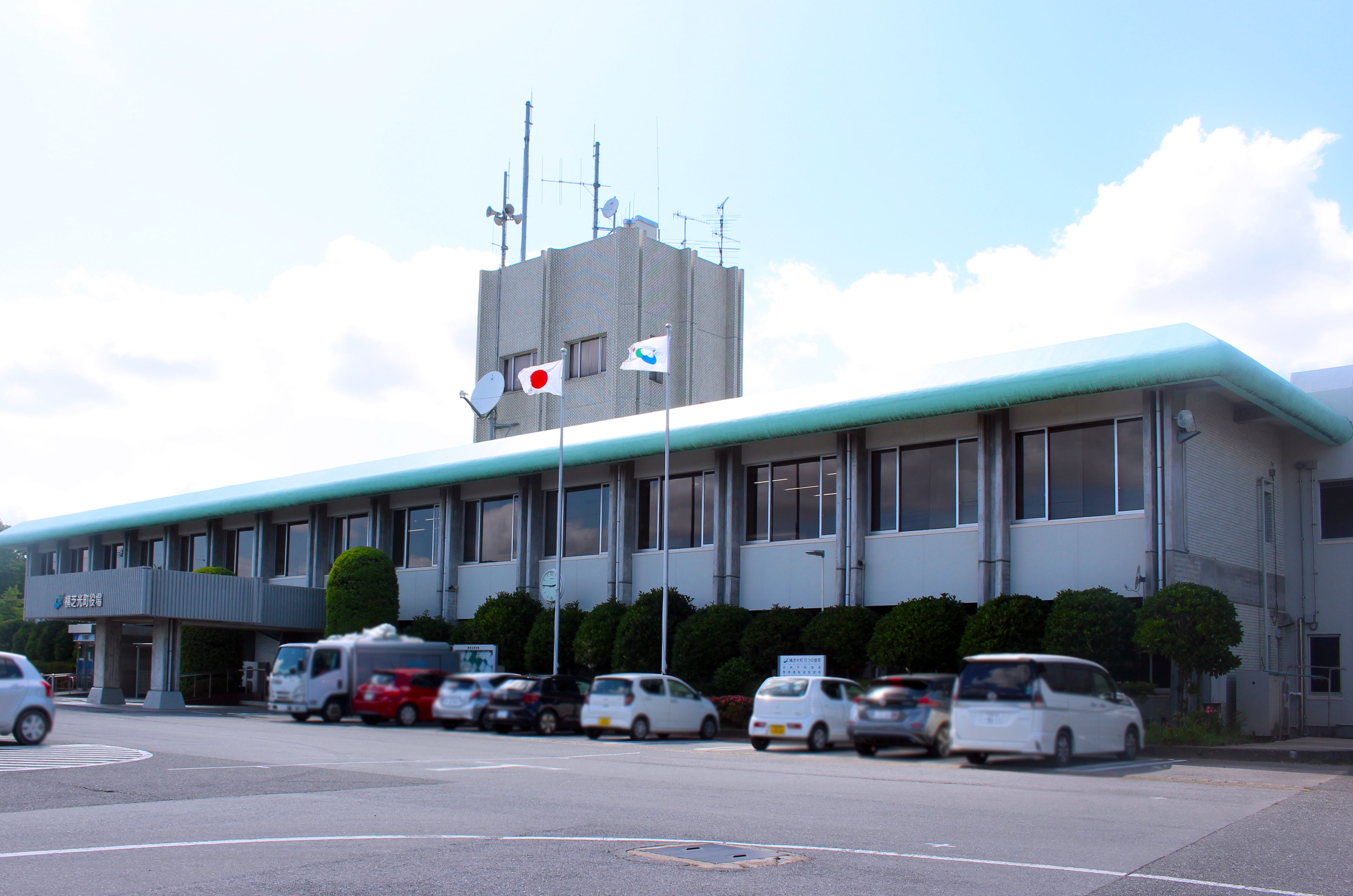
横芝光町役場

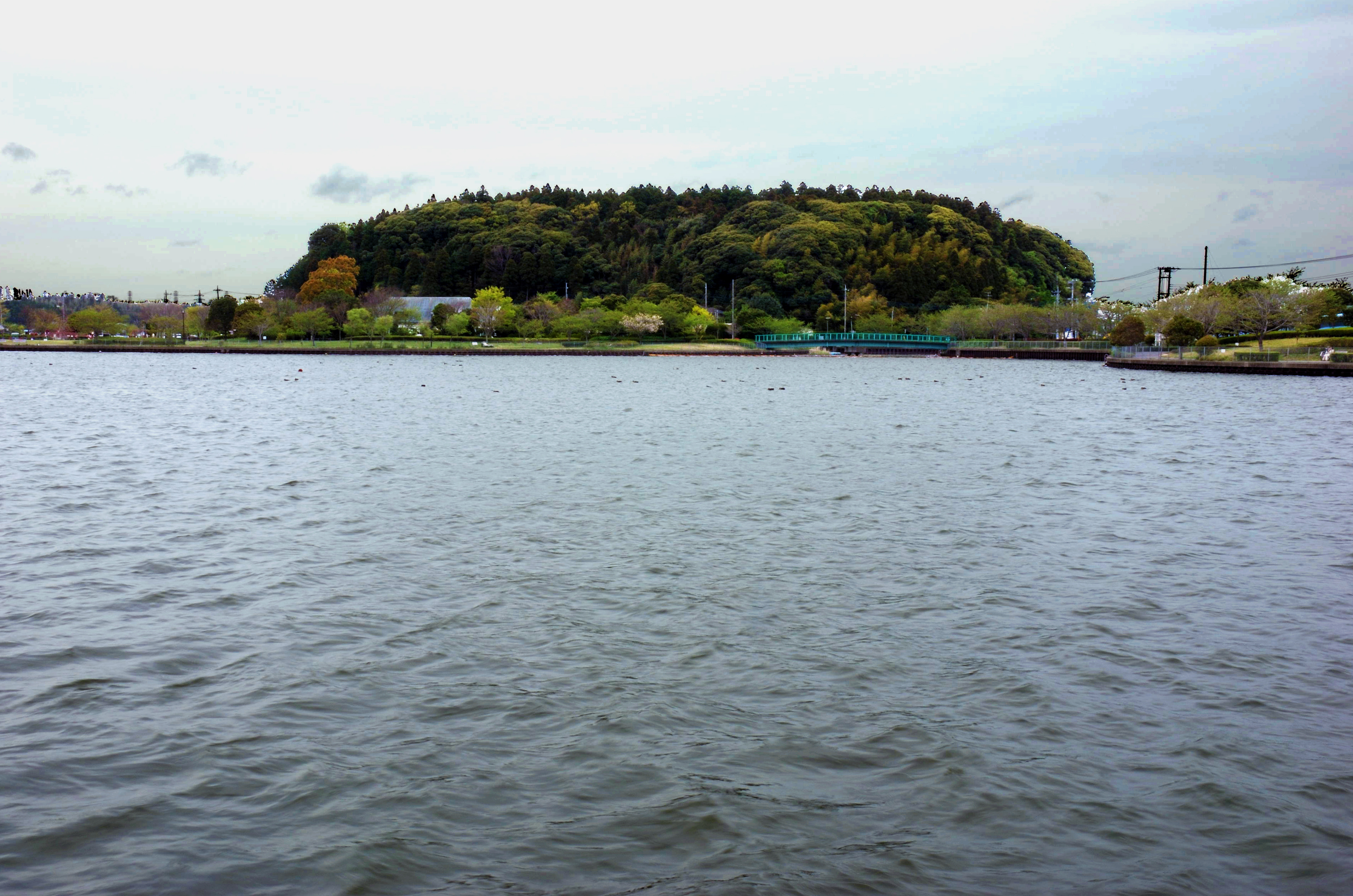
坂田池と坂田城址

2006年（平成18年）の合併までは旧・横芝町の中心駅であったが、栗山川の対岸の旧・光町には駅がなく、横芝町との合併前からこの駅を玄関口としていた。横芝光町役場（旧・光町役場）は駅の北東約1.5 kmの場所にある。かつては駅の南西約1.2 kmの線路沿いに横芝光町横芝行政センター（旧・横芝町役場）があったが、横芝光町役場に統合された。
駅前には大型バス乗降場、タクシープール及びタクシー乗降場、身体障害者の乗降場を確保している。駅前広場をはさんだ南側に横芝駅前情報交流館「ヨリドコロ」があり、東隣にはキスアンドライド待機場（自動車等での送迎待機所）が整備され、西隣にはパークアンドライド用の駐車場がある。国道126号、千葉県道78号横芝上堺線、千葉県道108号横芝停車場白浜線沿いには大型ショッピングセンターや商業施設、飲食店（チェーンストア）などが林立する。
- 横芝光町役場
- 横芝光町文化会館
- 横芝郵便局
- 千葉銀行横芝支店
- 京葉銀行横芝支店
- 横芝光町横芝B&G海洋センター
- ふれあい坂田池公園
- 坂田城址

主な商業施設
- ピアシティ横芝光
  - カスミ フードスクエア横芝光店
  - ダイソーピアシティ横芝光店ほか
- ビバホーム横芝店
- ヤマダデンキテックランド横芝光店
- ヤックスドラッグ横芝光店

## バス路線
「横芝駅」停留所より、横芝光町循環バスの路線が発着する。そのほか、JR横芝駅～東陽病院～ピアシティ横芝光を結ぶ自動運転バスの通年運行を開始した。
- 町内バス「光ルート」
- 町内バス「横芝ルート」
- 横芝光号成田便：成田空港第2旅客ターミナル、イオンモール成田

## その他
- 当駅を終着とする列車、始発とする列車（ともに209系2100番台6両）が上下1本ずつある。2010年3月12日までは、終着となる列車は、成東駅止まりの最終列車が成東駅に到着後当駅まで回送されたものであったが、2010年3月13日改正から客扱いが開始された[15]。その後、2023年3月18日改正で総武本線の下り最終列車は成東駅止まりに短縮され、代わりに成東駅行きの特急「しおさい」に接続する形で当駅止まりの列車が新設された[16]。

## 隣の駅
※特急「しおさい」の隣の停車駅は列車記事を参照のこと。
東日本旅客鉄道（JR東日本）
■総武本線
松尾駅 - 横芝駅 - 飯倉駅

#### 利用状況に関する資料
1. ↑  千葉県統計年鑑 - 千葉県

JR東日本の2000年度以降の乗車人員
1. 1 2 3  各駅の乗車人員（2023年度） - JR東日本
2. ↑  各駅の乗車人員（2000年度） - JR東日本
3. ↑  各駅の乗車人員（2001年度） - JR東日本
4. ↑  各駅の乗車人員（2002年度） - JR東日本
5. ↑  各駅の乗車人員（2003年度） - JR東日本
6. ↑  各駅の乗車人員（2004年度） - JR東日本
7. ↑  各駅の乗車人員（2005年度） - JR東日本
8. ↑  各駅の乗車人員（2006年度） - JR東日本
9. ↑  各駅の乗車人員（2007年度） - JR東日本
10. ↑  各駅の乗車人員（2008年度） - JR東日本
11. ↑  各駅の乗車人員（2009年度） - JR東日本
12. ↑  各駅の乗車人員（2010年度） - JR東日本
13. ↑  各駅の乗車人員（2011年度） - JR東日本
14. ↑  各駅の乗車人員（2012年度） - JR東日本
15. ↑  各駅の乗車人員（2013年度） - JR東日本
16. ↑  各駅の乗車人員（2014年度） - JR東日本
17. ↑  各駅の乗車人員（2015年度） - JR東日本
18. ↑  各駅の乗車人員（2016年度） - JR東日本
19. ↑  各駅の乗車人員（2017年度） - JR東日本
20. ↑  各駅の乗車人員（2018年度） - JR東日本
21. ↑  各駅の乗車人員（2019年度） - JR東日本
22. ↑  各駅の乗車人員（2020年度） - JR東日本
23. ↑  各駅の乗車人員（2021年度） - JR東日本
24. ↑  各駅の乗車人員（2022年度） - JR東日本

千葉県統計年鑑
1. ↑  千葉県統計年鑑（平成3年）
2. ↑  千葉県統計年鑑（平成4年）
3. ↑  千葉県統計年鑑（平成5年）
4. ↑  千葉県統計年鑑（平成6年）
5. ↑  千葉県統計年鑑（平成7年）
6. ↑  千葉県統計年鑑（平成8年）
7. ↑  千葉県統計年鑑（平成9年）
8. ↑  千葉県統計年鑑（平成10年）
9. ↑  千葉県統計年鑑（平成11年）
10. ↑  千葉県統計年鑑（平成12年）
11. ↑  千葉県統計年鑑（平成13年）
12. ↑  千葉県統計年鑑（平成14年）
13. ↑  千葉県統計年鑑（平成15年）
14. ↑  千葉県統計年鑑（平成16年）
15. ↑  千葉県統計年鑑（平成17年）
16. ↑  千葉県統計年鑑（平成18年）
17. ↑  千葉県統計年鑑（平成19年）
18. ↑  千葉県統計年鑑（平成20年）
19. ↑  千葉県統計年鑑（平成21年）
20. ↑  千葉県統計年鑑（平成22年）
21. ↑  千葉県統計年鑑（平成23年）
22. ↑  千葉県統計年鑑（平成24年）
23. ↑  千葉県統計年鑑（平成25年）
24. ↑  千葉県統計年鑑（平成26年）
25. ↑  千葉県統計年鑑（平成27年）
26. ↑  千葉県統計年鑑（平成28年）
27. ↑  千葉県統計年鑑（平成29年）
28. ↑  千葉県統計年鑑（平成30年）
29. ↑  千葉県統計年鑑（令和元年）
30. ↑  千葉県統計年鑑（令和2年）